# Анаткаси (Кадікасинське сільське поселення)
Анатка́си (рос. Анаткасы, чув. Анаткасси) — присілок у Чувашії Російської Федерації, у складі Кадікасинського сільського поселення Моргауського району.
Населення — 73 особи (2010; 88 в 2002, 138 в 1979).

## Історія
Утворився шляхом від'єднання від сусіднього присілку Шоміково 1927 року. Селяни займались землеробством. 1930 року утворено колгосп «Вошнар». До 1939 року присілок входив до складу Сундирського, 1962 року — до складу Чебоксарського, 1964 року — до складу Моргауського району.

## Господарство
У присілку діє їдальня.